# 2001年7月逝世人物列表
2001年逝世人物列表：1月 - 2月 - 3月 - 4月 - 5月 - 6月 - 7月 - 8月 - 9月 - 10月 - 11月 - 12月
2001年7月逝世人物列表，是用於匯總2001年7月期間逝世人物的列表。

## 依日期排序

### 1日
- 尼古拉·巴索夫，78歲，蘇聯物理學家，1964年諾貝爾物理學獎共同獲得者。[1]
- 鮑勃·西弗斯（Bob Cifers），80歲，美國職業足球運動員（底特律雄獅隊、匹茲堡鋼人隊、綠灣包裝工隊）。[2]
- Halina Czerny-Stefańska，78歲，波蘭鋼琴家。[3]
- 海倫娜·德·波伏娃，91歲，法國畫家，西蒙娜·德·波伏娃的妹妹。[4]
- 托尼·萊斯維克（Tony Leswick），78歲，加拿大冰球運動員，癌症。[5]

### 2日
- 羅恩·福威克（Ron Forwick），57歲，加拿大足球運動員，癌症。
- 傑克·格威利姆（Jack Gwillim），91歲，英國角色演員（《窈窕淑女》《阿拉伯的勞倫斯》《四季男人》《巴頓》）。[6]
- Israel Shahak，68歲，以色列有機化學家和民權活動家，糖尿病。[7]
- James P. Vreeland，91歲，美國共和黨政治家。

### 3日
- 迪莉婭·德比郡（Delia Derbyshire），64歲，英國音樂家和電子音樂作曲家（BBC Radiophonic Workshop），腎功能衰竭。[8]
- 傑拉爾德·蓋森（Gerald L. Geison），58歲，美國歷史學家，心臟擴大。[9]
- Lelord Kordel，92歲，波蘭裔美國營養學家，健康生活書籍的作者。
- 比利·利德爾（Billy Liddell），79歲，蘇格蘭足球運動員。[10]
- 巴哈魯丁·洛帕（Baharuddin Lopa），65歲，印尼總檢察長，心力衰竭。[11]
- 約翰·萬豪（John Marriott），78歲，英國集郵家。[12]
- 羅伊·尼科爾斯（Roy Nichols），68歲，美國吉他手（Merle Haggard樂隊的主音吉他手），心臟病發作。[13]
- Mordecai Richler，69歲，加拿大作家，（The Apprenticeship of Duddy Kravitz，Barney's Version，Jacob Two-Two），腎癌。[14]
- 約翰尼·拉塞爾（Johnny Russell），61歲，美國鄉村歌手（“鄉下人，白襪子和藍絲帶啤酒”）和詞曲作者（“自然行動”）。[15]
- 保羅·西爾弗利（Paolo Silveri），87歲，義大利男中音。[16]
- 伊萬·斯拉姆尼格，71歲，克羅埃西亞詩人、小說家和文學理論家。

### 4日
- 羅伯托·卡佈雷哈斯（Roberto Cabrejas），48歲，西班牙奧運跳高運動員，交通事故。[17]
- 奧瑪律·阿裡·朱馬，60歲，1988年1月25日至1995年10月任桑給巴爾首席部長。
- 塞拉菲姆·平托·里貝羅·儒尼奧爾，85歲，巴西足球運動員。
- 查理斯·奈德（Charles Neider），86歲，美國作家。[18]
- 查理斯·薩克斯頓（Charles Saxton），88歲，紐西蘭板球運動員，橄欖球運動員和教練，肺氣腫。[19]
- 安東尼·辛諾特（Anthony Synnot），79歲，澳大利亞皇家海軍軍官。
- 瓊-約瑟夫·塔拉茨（Joan-Josep Tharrats），83歲，西班牙畫家、藝術理論家和出版商。[20]
- 安妮·葉芝（Anne Yeats），82歲，愛爾蘭畫家，服裝和舞台設計師。[21]

### 5日
- Ely Callaway Jr.，82歲，美國企業家和高爾夫球杆製造商。[22]
- 乔治·道森 (作家)（英语：George Dawson (author)），（George Dawson），103歲，美國作家。[23]
- A. D. Flowers，84歲，美國電影特效藝術家（Tora！虎！Tora！、The Poseidon Adventure、Apocalypse Now）、奧斯卡獎得主（1971 年、1973 年）、肺炎。[24]
- Ernie K-Doe，68歲，非裔美國節奏藍調歌手（“岳母”），肝硬化。[25]
- 汉内洛蕾·科尔，68歲，德國前總理赫爾穆特·科爾的妻子，自殺身亡。[26]
- 26歲的美國職業滑板運動員基南·米爾頓（Keenan Milton）溺水身亡。

### 6日
- 德里克·弗里曼（Derek Freeman），84歲，紐西蘭人類學家。[27]
- 恩里克·馬特奧斯，66歲，西班牙足球運動員。[28]
- 維克多·雅庫舍夫（Viktor Yakushev），63歲，蘇聯冰球運動員。[29]

### 7日
- Dempsey J. Barron，79歲，美國政治家，佛羅里達州參議院議長。
- 莫莉·拉蒙特（Molly Lamont），91歲，英國電影女演員。
- 蘇倫德·庫瑪律·馬利克（Surender Kumar Malik），58歲，印度數學家。
- 弗雷德·尼爾（Fred Neil），65歲，美國民謠歌手和詞曲作者（“Everybody's Talkin'”）。[30]
- 托尼·佩戈特（Toni Pagot），79歲，義大利漫畫家和動畫師。[31]
- 约瑟夫·斯图拉克，66歲，加拿大籃球運動員。[32]
- 約翰·羅蘭·斯威尼（John Roland Sweeney），70歲，加拿大政治家，心臟病發作。
- 蒂姆·特梅拉裡奧（Tim Temerario），95歲，美式橄欖球教練兼高管，心力衰竭。

### 8日
- 羅利姆·阿馬羅（Rolim Amaro），58歲，巴西飛行員和航空公司老闆，直升機墜毀。[33]
- 恩斯特·拜尔（Ernst Baier），95歲，德國奧運花樣滑冰運動員（1936年冬奧會雙人滑金牌得主和男子單人滑銀牌得主）。[34]
- Big Ed，29歲，美國說唱歌手，喉癌。[35]
- 克丽斯特尔·哈斯（Christl Haas），57歲，奧地利滑雪運動員和奧運冠軍，心臟病發作。[36]
- 威廉·库勒迈耶，92歲，美國體操運動員，1932年洛杉磯奧運會銅牌得主。[37]
- 贾兰坡，92歲，中國古人類學家。[38]
- Amiya Bhushan Majumdar，83歲，印度作家。
- 尼爾·米德利（Neil Midgley），58歲，英格蘭足球裁判，癌症。
- 約翰·奧謝（John O'Shea），81歲，紐西蘭電影導演（《破碎的屏障》《失控》《別讓它抓住你》）。[39]
- 伊爾瑪·塞庫拉（Irma Seikkula），87歲，芬蘭女演員。[40]

### 9日
- 瑪麗亞·查博特（Maria Chabot），87歲，美國原住民藝術宣導者和牧場主。[41]
- 72歲的美國棒球運動員艾爾·拉裡（Al Lary）溺水身亡。[42]
- 豪爾赫·諾瓦克（Jorge Novak），73歲，阿根廷羅馬天主教主教，胃癌。[43]
- 湯瑪斯·施威格特（Thomas F. Schweigert），83歲，美國政治家。[44]
- 威利·索默（Willy Sommer），76歲，瑞士足球前鋒兼經理。[45]
- Arie van Vliet，85歲，荷蘭奧運短距離自行車運動員。[46]

### 10日
- 胡馬雍·拉希德·喬杜里（Humayun Rashid Choudhury），72歲，孟加拉國外交官和政治家。
- 托尼·克裡斯科拉（Tony Criscola），86歲，美國棒球運動員。[47]
- 傑弗里·克拉克森（Geoffrey Clarkson），57歲，英國橄欖球運動員。
- 朱利奧·傑拉爾迪，88歲，義大利奧運越野滑雪運動員（1936年冬奧會男子18公里和男子4×10公里接力）。[48]
- Jean-Claude Grèt，70歲，瑞士賽車手。[49]
- 阿尔瓦罗·马加尼亚，75歲，薩爾瓦多政治家，總統（1982-1984）。

### 11日
- 赫爾曼·布羅德（Herman Brood），54歲，荷蘭搖滾音樂家和畫家，自殺。[50]
- 坎迪達·布蘭卡·弗洛爾，51歲，葡萄牙藝人和歌手，自殺。[51]
- 薩拉馬特·阿裡·汗（Salamat Ali Khan），66歲，巴基斯坦歌手和藝術家，腎衰竭。
- Qateel Shifai，81歲，巴基斯坦詩人。
- Marco Zanuso，85歲，義大利建築師和設計師。[52]

### 12日
- 詹姆斯·伯納德（James Bernard），75歲，英國電影作曲家（《弗蘭肯斯坦的詛咒》《德古拉》）和編劇（《七天到中午》），奧斯卡獎得主（1952年）。[53]
- 比爾·克拉布特裡（Bill Crabtree），86歲，澳大利亞政治家。
- 胡安·內波穆切諾·格拉·卡德納斯（Juan Nepomuceno Guerra Cárdenas），85歲，墨西哥犯罪頭目、走私者和走私者，患有呼吸系統疾病。
- 弗拉多·达普切维奇，84歲，南斯拉夫-黑山共產主義者和革命者。
- 米爾瓦里德·迪爾巴齊，88歲，亞塞拜然詩人。
- 何志立（John H. Holdridge），76歲，美國外交官，肺纖維化。[54]
- 羅恩·克魯恩（Ron Kroon），58歲，荷蘭奧運自由泳運動員。[55]
- 保罗·马格卢瓦尔，93歲，海地政治家，總統（1950-1956）。[56]
- 弗雷德·馬切利諾（Fred Marcellino），61歲，美國插畫家和兒童作家，患有結直腸癌。[57]
- Alioune Sarr，92歲，塞內加爾歷史學家、作家和政治家。
- Charleszetta Waddles，88歲，美國活動家和教會牧師。[58]
- 约翰尼·赖特（Johnny Wright），72歲，英國拳擊手和奧運會銀牌得主。[59]

### 13日
- 米格爾·吉拉·奎斯塔（Miguel Gila Cuesta），82歲，西班牙喜劇演員和演員，呼吸系統疾病。
- 比爾·福格蒂（Bill Fogarty），79歲，澳大利亞政治家。
- 塞薩爾·洛佩斯·弗雷特斯，78歲，巴拉圭足球運動員。
- 湯瑪斯·泰勒（Thomas Taylor），格裡夫男爵（Baron Taylor），89歲，英國政治家。[60]
- 大衛·諾伊斯·傑克遜，78歲，美國作家和藝術家。
- Åse-Marie Nesse，67歲，挪威語言學家、翻譯家和詩人，癌症患者。[61]
- 埃莉諾·薩默菲爾德（Eleanor Summerfield），80歲，英國女演員（《天堂的笑聲》、《奧東戈》、《椅子上的牙醫》、《在小提琴上》、《奔跑的人》）。[62]
- 胡安·何塞·蒂蒙（Juan José Timón），63歲，烏拉圭自行車手。[63]
- 穆罕默德·扎夫扎夫（Mohamed Zafzaf），56歲，摩洛哥小說家和詩人，癌症。[64]

### 14日
- 约翰·拉克斯（John Lax），89歲，美國冰球運動員。[65]
- 奧古斯丁·納瓦羅（Agustín Navarro），西班牙電影導演，呼吸系統疾病。[66]
- 傑克·謝潑德（Jack Sheppard），92歲，英國洞穴潛水夫。

### 15日
- 安東尼·伊恩·伯克利（Anthony Ian Berkeley），36歲，美國說唱歌手和製作人，死於結腸癌。[67]
- 泰德·伯曼（Ted Berman），81歲，美國電影導演、動畫師和編劇（《小鹿斑比》、《幻想曲》、《黑鍋》）。[68]
- 湯姆·錢特雷爾（Tom Chantrell），84歲，英國電影海報藝術家（《國王與我》，西元前一百萬年，遠離瘋狂的人群）。[69]
- Helge Rognlien，81歲，挪威政治家。
- Marina Řtirbei，89歲，羅馬尼亞飛行員。[70]

### 16日
- 湯姆·阿斯奎斯（Tom Askwith），90歲，英國奧運賽艇運動員（1932年夏季奧運會，1936年夏季奧運會）和殖民地行政長官。[71]
- 特裡·戈迪（Terry Gordy），40歲，職業摔跤手（Fabulous Freebirds），心臟病發作。[72]
- 克莉絲蒂娜·克魯克香克·米勒，101歲，蘇格蘭化學家。
- 莫裡斯，77歲，比利時漫畫家（幸運盧克），栓塞。[73]
- 貝亞特·烏塞-羅特蒙德（Beate Uhse-Rotermund），81歲，德國女特技飛行員，二戰期間的德國空軍飛行員，性用品店老闆，肺炎。[74]

### 17日
- 帖木兒·阿帕基澤，47歲，俄羅斯戰鬥機飛行員和海軍軍官，航空事故。
- Sara Ashurbeyli，95歲，亞塞拜然歷史學家，東方學家和學者。
- Abel Carlevaro，84歲，烏拉圭古典吉他作曲家、演奏家和教師。[75]
- Yehiel De-Nur，92歲，以色列作家和大屠殺倖存者，癌症。
- 瓦爾·費爾德（Val Feld），53歲，威爾士政治家，癌症。
- 凱薩琳·格雷厄姆（Katharine Graham），84歲，美國出版商（《華盛頓郵報》），馬墜落。[76]
- 埃隆·霍格塞特（Elon Hogsett），97歲，美國棒球運動員。[77]
- Wilhelm Simetsreiter，86歲，德國足球運動員。
- Ziya Taner，77歲，馬其頓-土耳其足球經理。

### 18日
- 羅德里克·鮑恩（Roderic Bowen），87歲，威爾士律師和自由黨政治家。[78]
- 菲力浦·亞歷山大·克蘭西（Phillip Alexander Clancey），83歲，英國鳥類學家。[79]
- Mimi Fariña，56歲，美國創作歌手和活動家，神經內分泌癌。[80]
- 羅伊·吉爾克裡斯特（Roy Gilchrist），67歲，西印度板球運動員，帕金森病。[81]
- 亞歷克斯·揚尼，72歲，法國奧運游泳運動員（1948年和1952年夏季奧運會男子4米×200米自由泳接力兩枚銅牌得主）。[82]
- 裡奇·約翰斯頓（Ritchie Johnston），70歲，紐西蘭奧運會場地自行車運動員（1956年夏季奧運會男子2000米雙人短距離自行車）。[83]
- 伊卡·帕納霍托維奇（Ika Panajotovic），69歲，塞爾維亞裔美國電影製片人和網球運動員，手術期間心臟驟停，心臟病發作。
- Barry Shetrone，63歲，美國棒球運動員。[84]
- Fabio Taglioni，80歲，義大利汽車工程師。[85]

### 19日
- 埃裡克·巴諾（Erik Barnouw），93歲，美國廣播和電視廣播歷史學家。[86]
- 保羅·比森（Paul Beeson），79歲，英國電影攝影師。[87]
- 裘蒂·克萊（Judy Clay），62歲，美國靈魂和福音歌手。[88]
- Gunther Gebel-Williams，83歲，波蘭裔美國馴獸師（Ringling Bros.和Barnum & Bailey Circus），癌症。[89]
- 尼爾·卡邁克爾（Neil Carmichael），凱爾文格羅夫男爵（Baron Carmichael of Kelvingrove），79歲，英國政治家。[90]
- 查理斯·金，89歲，英國自行車運動員和奧運獎牌得主。[91]
- 彼得·盧卡斯（Peter Lucas），68歲，紐西蘭奧運賽艇運動員。[92]

### 20日
- 奧斯卡·阿雷東多（Oscar Arredondo），83歲，古巴古生物學家和鳥類學家。
- 湯瑪斯·范特爾，72歲，德國電影導演和編劇。[93]
- Milt Gabler，90歲，美國唱片製作人。[94]
- 卡洛·朱利安尼（Carlo Giuliani），23歲，義大利反全球化示威者，被槍殺。[95]

### 21日
- Muqbil bin Haadi al-Waadi'ee，伊斯蘭學者，肝病。
- 史蒂夫·巴頓（Steve Barton），47歲，美國演員（《歌劇魅影》《紅鞋子》），自殺。[96]
- Carlo Bo，90歲，義大利詩人和文學評論家。[97]
- 安塔爾·班庫蒂，78歲，匈牙利籃球運動員。[98]
- 克爾斯特·克爾文科夫斯基，80歲，南斯拉夫共產主義政治家。
- Sivaji Ganesan，74歲，印度演員。[99]
- Einar Schleef，57歲，德國劇作家、導演、作家、畫家和演員，患有心臟病。[100]

### 22日
- 伯蒂·費爾斯蒂德（Bertie Felstead），106歲，英國第一次世界大戰士兵，1914年耶誕節休戰的最後見證人。[101]
- 范妮·布倫南（Fanny Brennan），80歲，法裔美國超現實主義藝術家和畫家。[102]
- 鮑勃·弗格森（Bob Ferguson），73歲，美國鄉村音樂詞曲作者和唱片製作人，癌症。[103]
- 瑪麗亞·戈羅霍夫斯卡婭，79歲，蘇聯奧運體操運動員（1952年夏季奧運會兩枚金牌和五枚銀牌）。[104]
- 弗朗西斯·霍裡奇（Frances Horwich），94歲，美國教育家，電視名人和電視主管，心力衰竭。[105]
- Herbert L. Ley， Jr.，77歲，美國醫生，美國FDA心血管疾病負責人。
- Indro Montanelli，92歲，義大利記者和歷史學家，尿路感染。[106]
- 斯坦利·傑迪迪亞·薩馬塔（Stanley Jedidiah Samartha），80歲，印度神學家。[107]

### 23日
- 道格拉斯·博伊爾（Douglas Boyle），77歲，加拿大海軍軍官。
- 安德列·富歇（André Fouché），92歲，法國演員。[108]
- 张平化，93歲，中國政治家。
- 尤多拉·韦尔蒂（Eudora Welty），92歲，美國短篇小說家和小說家（普利策獎《樂觀主義者的女兒》，肺炎。[109]

### 24日
- 嘉莉·貝斯特（Carrie Best），98歲，加拿大記者和社會活動家。[110]
- 乔治·多尔（Georges Dor），70歲，加拿大歌手和詞曲作者（“Le Manic”），劇作家和戲劇製作人。[111]
- 內森·伊斯古爾（Nathan Isgur），54歲，美籍加拿大理論物理學家，多發性骨髓瘤。
- 圓谷浩，37歲，日本演員，肝癌。

### 25日
- Jenner Armour，68歲，多米尼克政治家和大律師。
- 普兰·黛维（Phoolan Devi），37歲，印度達科伊特和政治家，被暗殺。[112]
- 約瑟夫·克勞斯（Josef Klaus），90歲，奧地利政治家，總理（1964-1970）。
- 卡門·波蒂尼奧（Carmen Portinho），98歲，巴西土木工程師，城市規劃師和女權主義者。[113]
- 法赫德·本·薩勒曼·本·阿卜杜勒阿齊茲·阿勒沙特，46歲，沙特王室成員，心力衰竭。

### 26日
- 雷克斯·巴伯（Rex T. Barber），84歲，二戰期間的美國戰鬥機飛行員。[114]
- 雅克·本斯（Jacques Bens），70歲，法國作家和詩人。[115]
- 亨利·科斯頓（Henry Coston），90歲，法國極右翼記者、合作者和陰謀論者。[116]
- H. Rex Lee，91歲，美國政府外交官和州長。
- 魯道夫·努斯格魯伯（Rudolf Nussgruber），83歲，奧地利電影導演。
- Giorgi Sanaia，26歲，喬治亞電視記者，凶殺案。
- 朱塞佩·森西（Giuseppe Sensi），94歲，羅馬天主教會的義大利紅衣主教。
- 彼得·馮·讚恩（Peter von Zahn），88歲，德國作家、電影製片人和記者。[117]

### 27日
- 哈羅德·比利（Harold Beeley），92歲，英國外交官。[118]
- Piet Bromberg，84歲，荷蘭曲棍球運動員和奧運獎牌得主。[119]
- 哈羅德·蘭德（Harold Land），72歲，美國硬波普和後波普男高音薩克斯管演奏家，中風。[120]
- 朗達·辛（Rhonda Sing），40歲，加拿大職業摔跤手，心臟病發作。[121]
- 萊昂·威爾克森（Leon Wilkeson），49歲，美國音樂家（Lynyrd Skynyrd）。[122]

### 28日
- 埃裡克·貝德福德（Eric Bedford），91歲，英國建築師。[123]
- 瓊·芬尼（Joan Finney），76歲，美國政治家，堪薩斯州第42任州長（1991-1995），肝癌。[124]
- 埃爾登·格裡爾（Eldon Grier），84歲，加拿大詩人和藝術家。
- Siddiq Khan Kanju，100歲，巴基斯坦政治家。
- Baby LeRoy，69歲，美國兒童演員。
- 艾哈邁德·索法（Ahmed Sofa），58歲，孟加拉國作家、小說家和詩人，心臟驟停。
- Martin Stern， Jr.，84歲，美國建築師。[125]
- 山田風太郎，79歲，日本作家。[126]

### 29日
- 爱德华·盖莱克（Edward Gierek），88歲，波蘭共產黨政治家，波蘭聯合工人黨第一書記（1970-1980），肺癌。[127]
- Wau Holland，49歲，德國計算機駭客，中風。[128]
- 湯米·米勒（Tommy Millar），62歲，蘇格蘭足球運動員。[129]
- 亞歷克斯·尼科爾（Alex Nicol），85歲，美國演員（《南太平洋》《熱鐵皮屋頂上的貓》《暮光之城》《外界》）。[130]
- 愛德華·羅伯茨（Edward Roberts），93歲，英國聖公會主教。
- 伊莉莎白·耶茨（Elizabeth Yates），95歲，美國兒童作家。[131]

### 30日
- 鄧尼斯·科拉盧佐（Dennis Coralluzzo），48歲，美國職業摔跤推廣人，腦出血。
- 埃克哈德·格裡斯，64歲，德國政治家，聯邦議院議員。
- 約瑟夫·菲力浦·蓋伊（Joseph-Philippe Guay），85歲，加拿大國會議員（下議院）。[132]
- Bill Schelter，54歲，美國數學教授，Lisp開發者，心臟病發作。
- 安東·施瓦茨科普夫（Anton Schwarzkopf），77歲，德國過山車製造商，帕金森病。
- Petar B. Vasilev，83歲，保加利亞電影導演和編劇。
- 約翰·沃爾特斯（John Walters），62歲，英國電臺製作人，主持人和音樂家，心臟病發作。[133]
- 伊琳娜·扎里茨卡娅（Irina Zaritskaya），62歲，烏克蘭鋼琴家。[134]

### 31日
- 波尔·安德森（Poul Anderson），74歲，美國科幻作家（七次雨果獎和三次星雲獎），癌症。[135]
- Bill Borthwick，76歲，澳大利亞政治家。
- 佩拉吉婭·達尼洛娃，83歲，俄羅斯藝術體操運動員和奧運選手。[136]
- 亞瑟·傑弗里·狄更斯（Arthur Geoffrey Dickens），91歲，英國歷史學家。[137]
- 菲力浦·加斯克爾（Philip Gaskell），75歲，英國書目學家和圖書館員。[138]
- 弗朗西斯科·達科斯塔·戈麥斯，87歲，葡萄牙軍官和政治家，總統（1974-1976）。[139]
- 薩圖爾·格雷奇，87歲，西班牙足球運動員和經理。[140]
- 腓特烈·法蘭茲，91歲，二戰期間的德國繼承人和武裝黨衛軍軍官。
- Joris Tjebbes，71歲，荷蘭自由泳運動員和奧運選手。[141]
- Miklós Vásárhelyi，83歲，匈牙利記者和政治家，國民議會議員（1990-1994）。[142]